# Vonavona
Vonavona ist eine Insel des New-Georgia-Archipels in der Western-Provinz der Inselrepublik der Salomonen. Sie wird auch Parara-Island genannt und ist nahezu vollkommen bewaldet. Entlang der Küste liegen zahlreiche Dörfer, besonders im Nordwesten und im Südosten.
Die Insel erreicht nahe der Nordküste eine Höhe von 106 Metern.